# Dwayne Jack
Dwayne Jack (19 gennaio 1980) è un calciatore trinidadiano, di ruolo difensore.